# Brooke Elliott
Brooke Elliott, född 16 november 1974 i Fridley, Minnesota, är en amerikansk skådespelare.
Elliott har bland annat medverkat i TV-serierna Drop Dead Diva (2009-2014) och Sweet Magnolias (2020-2022). Hon har även medverkat i filmen A Country Christmas Harmony från 2022.

## Filmografi (i urval)
- 2009–2014 – Drop Dead Diva (TV-serie)
- 2020–2022 – Sweet Magnolias (TV-serie)
- 2022 – A Country Christmas Harmony